# Gnoma malasiaca
Gnoma malasiaca là một loài bọ cánh cứng trong họ Cerambycidae.